# Bárion
Bárion (português brasileiro) ou barião (português europeu) é uma partícula subatômica composta por três quarks. Bárions e mésons pertencem à família dos hádrons, que são as partículas constituídas por quarks. O nome "bárion" vem da palavra grega para "pesado" (βαρύς, barys), porque, quando receberam essa denominação, as partículas elementares até então conhecidas possuíam massas menores do que a dos bárions.

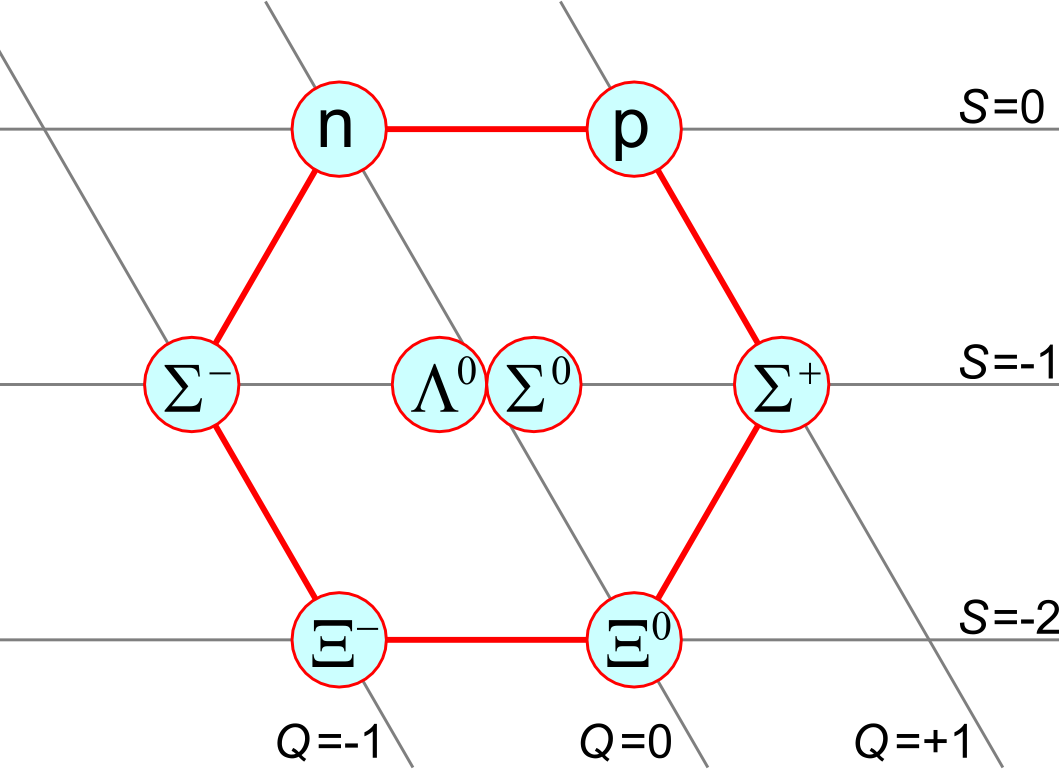
Octeto bariônio (s=1/2)

Decupleto bariônio (s=3/2)

Como todas as partículas constituídas por quarks, os bárions interagem por meio da força forte, enquanto que os léptons, que não são constituídos por quarks, não participam desse tipo de interação. Os bárions mais conhecidos são os prótons e os nêutrons, que compõem a maior parte da massa da matéria visível no universo. Os elétrons, que também são componentes importantes do átomo, são léptons.

## Classificação
Bárions são férmions que interagem fortemente - isto é, eles experimentam a força nuclear forte - e são descritos pela estatística de Fermi-Dirac, que se aplica a todas as partículas que obedecem o princípio de exclusão de Pauli. Isto está em contraste com os bósons, que não obedecem ao princípio de exclusão.
Bárions, junto com os mésons, são hádrons, o que significa que são partículas compostas de quarks. Quarks têm número bariônico B=1⁄3 e antiquarks têm número bariônico B =−1⁄3. O termo "bárion" geralmente se refere a triquarks – bárions feitos de três quarks (B = 1⁄3 + 1⁄3 + 1⁄3 = 1). Bárions exóticos têm sido propostos, como pentaquarks - bárions feitos de quatro quarks e um antiquark (B = 1⁄3 + 1⁄3 + 1⁄3 + 1⁄3 − 1⁄3 = 1), mas a sua existência não é geralmente aceita. Em teoria, poderiam também existir heptaquarks (5 quarks e 2 antiquarks) e nonaquarks (6 quarks e 3 antiquarks).[carece de fontes?]

## Matéria bariônica
Quase toda a matéria que pode ser encontrada ou experimentada na nossa vida cotidiana é matéria bariônica, que inclui os átomos de qualquer tipo. A matéria não-bariônica, como sugere o nome, é qualquer tipo de matéria que não é composta por bárions. Isso pode incluir neutrinos ou elétrons livres, matéria escura, partículas supersimétricas, áxions, ou buracos negros.
A própria existência de bárions é também uma questão importante na cosmologia, pois presume-se que o Big Bang tenha produzido um estado com quantidades iguais de bárions e antibárions. O processo pela qual os bárions superaram as suas antipartículas é chamado bariogênese.

## Antipartículas
Cada bárion tem uma antipartícula correspondente, denominada antibárion, cujos constituintes são os antiquarks correspondentes. Por exemplo, um próton é constituído de dois quarks up e um quark down; sua antipartícula é o antipróton, constituído de dois antiquarks up e um antiquark down.

## Bárions exóticos
Algumas experiências indicaram ser possível a existência de pentaquarks, que seriam bárions "exóticos" feitos de quatro quarks e um antiquark. No entanto, a comunidade científica não via a sua existência como provável até 2006 e, em 2008, considerou-se haver evidências suficientes para negar a existência dos pentaquarks. Tudo isto mudou quando, em 2015, a existência de pentaquarks foi finalmente detetada no grande acelerador de partículas, LHC.